# Scaphiella ula
Scaphiella ula là một loài nhện trong họ Oonopidae.
Loài này thuộc chi Scaphiella. Scaphiella ula được miêu tả năm 1965 bởi Suman.